# Agencija Evropske unije za varnost omrežij in informacij
Agencija Evropske unije za varnost omrežij in informacij (ENISA) je središče strokovnega znanja o kibernetski varnosti v Evropi. Ustanovljena je bila leta 2004. Cilj Agencije je pomagati Evropski uniji ter njenim članicami pri preprečevanju, odkrivanju in odzivanju na probleme na področju informacijske varnosti. Sedež je v mestu Iraklion, na grškem otoku Kreta, urad pa se nahaja v Atenah. Trenutni direktor Agencije je Udo Helmbrech.

## Delo organizacije
Namen ENISE je izboljšati preventivno delovanje in zmogljivosti na področju kibernetske varnosti v Evropski uniji ter njenih državah članicah.
Agencija se primarno osredotoča na:
- svetovanje in pomoč komisijam članic Evropske unije glede informacijske varnosti in sodelovanje z gospodarskimi organizacijami ter industrijo pri zaščiti ranljivosti strojne in programske opreme,
- zbiranje in analizo podatkov o varnostnih incidentih in kibernetskih grožnjah  v Evropski uniji,
- promoviranje ocenjevanja ogroženosti, z namenom izboljšati zmogljivosti soočanja z grožnjami kibernetski varnosti,
- izboljšanje ozaveščenosti in sodelovanja med različnimi akterji na področju informacijske varnosti z razvijanjem javno-zasebnih partnerstev.[2]

Med temeljne aktivnosti Agencije sodijo letna poročila o incidentih v Evropskem sektorju elektronskih komunikacij (BEREC). Ta poročila povzemajo odmevne incidente, ki so se zgodili v preteklem letu in analizirajo dogodke o resnih prekinitvah elektronskih komunikacij v Evropski uniji. Poročanje o preteklih incidentih v BEREC-u izboljšuje ozaveščenost ključnih akterjev o varnosti v omrežnih storitvah. S sklepi o glavnih vzorcih incidentov ENISA prispeva k razpravam o strateških ukrepih za izboljšanje varnosti na področju elektronskih komunikacij.
ENISA sodeluje s predstavniki javnih in zasebnih sektorjev držav članic Evropske Unije, z namenom  vzpostaviti skupni evropski certifikacijski okvir IKT, prav tako sodeluje pri skupnih raziskovalnih in komunikacijskih dejavnostih z Europolom in Evropskim centrom za kibernetsko kriminaliteto (EC3). Podpira pa tudi druge agencije in organe Evropske unije, kot so: Agencija Evropske unije za usposabljanje na področju preprečevanja, odkrivanja in preiskovanja kaznivih dejanj (CEPOL), Organ evropskih regulatorjev za elektronske komunikacije (BEREC), Evropska agencija za operativno upravljanje obsežnih informacijskih sistemov na področju svobode, varnosti in pravice (eu-LISA) in Evropska agencija za varnost v letalstvu (EASA).

## Naloge
Naloga ENISE je nuditi praktične nasvete in rešitve za javni in zasebni sektor v državah članicah Evropske unije ter institucijah Evropske unije. 
Konkretne naloge zajemajo:
- organizacijo vseevropskih vaj v zvezi s kibernetsko varnostjo,
- pomoč pri pripravi nacionalnih strategij za kibernetsko varnost,
- spodbujanje sodelovanja s CSIRT (Skupina za razreševanje varnostnih incidentov).

Poleg tega ENISA pripravlja in objavlja poročila ter študije o izzivih in aktualnih temah povezanimi s kibernetsko varnostjo, predvsem na področju varnosti računalništva v oblaku, varstva podatkov, tehnologij za varovanje zasebnosti, elektronske identifikacije in elektronskih storitev.
Med aktualnimi prispevki ENISE lahko zasledimo priporočila glede varnosti na področju masovnih podatkov (Big Data) in zagotavljanju robustnosti IKT pred kibernetskimi napadi. Leta 2015 je ENISA objavila dve odmevni priporočili: Okvir upravljanja za evropsko standardizacijo - usklajevanje politike, industrije in raziskav, ter Definicija kibernetske varnosti - vrzeli in prekrivanja pri standardizaciji. Skupaj z Europolom pa je na primer podala izjavo: O zakoniti preiskavi kaznivih dejanj, ki spoštujejo zaščito podatkov 21. stoletja. Skupna izjava predstavlja prispevek ENISE in Europola k razpravi o zasebnosti in šifriranju podatkov.

## Cilji
Temeljni cilj ENISE je prispevati k visoki stopnji varnosti omrežij in informacij v Evropski uniji.  Poleg tega pa tudi ozaveščati o varnosti omrežij in informacij ter razvijati varnost omrežij in informacij v korist državljanov, potrošnikov, podjetij in organizacij javnega sektorja v Evropski uniji.
ENISA pri svojem delu sledi petim strateškim ciljem:
Podpora Evropski uniji pri soočanju z aktualnimi izzivi na področju omrežne in informacijske varnosti
ENISA zbira, analizira in javno objavlja informacije o globalnih kibernetskih vprašanjih, z namenom razvijanja vpogledov v probleme. V teh analizah ENISA proučuje že obstoječe kot tudi nove tehnologije in njihove integracije, kot so npr. pametna infrastruktura, internet stvari (IoT), oblak in Big Data. Ocenjuje njihov vpliv na NIS (Network Information Service) in s tem povezane izzive, z glavnim poudarkom na varstvu osebnih podatkov. Združuje stalno interesno skupino, akademske strokovnjake za varnost omrežij in informacij ter predstavnike nacionalnih organov povezanih z NIS, z namenom spodbujati razprave in študije o aktualnih izzivih. Z zbiranjem, preverjanjem in vrednotenjem izkušenj, skupaj z javno dostopnimi podatki, ENISA analizira prihodnja tveganja in grožnje. S tem pripomore k prepoznavi tehnologij in storitev, ki predstavljajo posebne varnostne izzive, zlasti v zvezi z varnostjo infrastrukture omrežnih povezav in osebnih podatkov državljanov Evropske unije. 
Promoviranje omrežne in informacijske varnosti, kot prioritetnega področja v evropskih politikah
ENISA pomaga in svetuje institucijam Evropske unije in njenimi članicami. ENISA aktivno sodeluje z institucijami Evropske unije in Evropsko Komisijo, tako, da pripravlja začetna dela in analize povezane z razvojem in posodobitvami zakonodaje v sklopu NIS. ENISA promovira vizije o tem, kako bi okrepila NIS z uporabo evropske zakonodaje. Še posebej si prizadeva za vključitev NIS-inih vidikov strategij v evropskih politikah in usmeritvah. ENISA prispeva k razvoju NIS-a in podpira sodelovanje držav članic Evropske unije pri nadgradnji zakonodaje s področja omrežij in informacijske varnosti. 
Podpora pri vzdrževanju trenutnih kapacitet na področju omrežne in informacijske varnosti
ENISA podpira napredek držav članic Evropske unije in hkrati podaja ključne smernice za njihov razvoj. Osredotoča se se tudi na učinkovitost SCIRT-a. Prav tako sodeluje s skupnimi privatnimi interesnimi skupinami, jih podpira in koordinira njihove NIS sposobnosti ter s tem vzpostavlja odnos s CERT-EU. ENISA, kadar je to potrebno, gradi na izkušnjah CERT-EU in z Evropskimi institucijami pripomore k širši skupnosti EU NIS. Državam članicam EU pomaga pri vzostavljanju  osnovnih ukrepov na področju kibernetske varnosti.   
Spodbujanje evropske skupnosti na področju omrežne in informacijske varnosti
ENISA podaja smernice glede sodelovanja podjetij s CSIRT-om in vodi dialoge med NIS-om in CSIRT-om. 
Okrepitev vpliva ENISE
Agencija deluje v skladu z naslednjimi splošnimi načeli in navodili:
- zagotavlja finančno pomoč za upravljanje svojih virov. Izboljšuje procese za nadzorovanje finančnih tokov,
- zagotavlja visoko raven preglednosti glede svojih notranjih procesov in načina dela,
- povečuje in ohranja strokovno znanje s področja IT (Information Technology) znotraj operativnega oddelka, z namenom zmanjšanja potreb po zunanjem strokovnem znanju.

ENISA določa standarde glede sodelovanja z nacionalnimi pristojnimi organi. Izboljšuje kakovost in učinkovitost svojih odnosov s stalnimi interesnimi skupinami (npr. ponudniki elektronskih storitev komunikacijskih omrežij, potrošniške skupine, akademskimi strokovnjaki na področju omrežja in varnosti informacij, itd.).

## Struktura
ENISA je sestavljena iz več organov:

### Upravni odbor
Pooblastila Upravnega odbora vključujejo določitev proračuna, preverjanje izvedbe proračuna, odobritev delovnih programov organizacije, sprejetje poslovnika in notranjega poslovanja Agencije ter imenovanje in odstranjevanje izvršilnega direktorja.

### Izvršilni odbor
Upravni odbor je 17. oktobra 2013 ustanovil izvršilni odbor. Sestavlja ga 5 članov upravnega odbora. Izvršilni odbor pripravlja sklepe, ki jih sprejme upravni odbor. Sklepi se navezujejo na upravne in proračunske zadeve. Izvršilni odbor se sestane enkrat na tri mesece. 

### Izvršilni direktor
Od 16. oktobra 2009 je direktor ENISE dr. Udo Helmbrecht. Pomaga mu stalna skupina nosilcev interesov in ad hoc skupine za znanstvene in tehnične zadeve.

### Stalna interesna skupina
Svetuje izvršilnemu direktorju pri razvoju delovnega programa Agencije in pri omogočanju komunikacije skupine nosilcev interesov.